# NGC 2232
NGC 2232 je mladá otevřená hvězdokupa v souhvězdí Jednorožce vzdálená od Země 1 060 světelných let.

## Pozorování

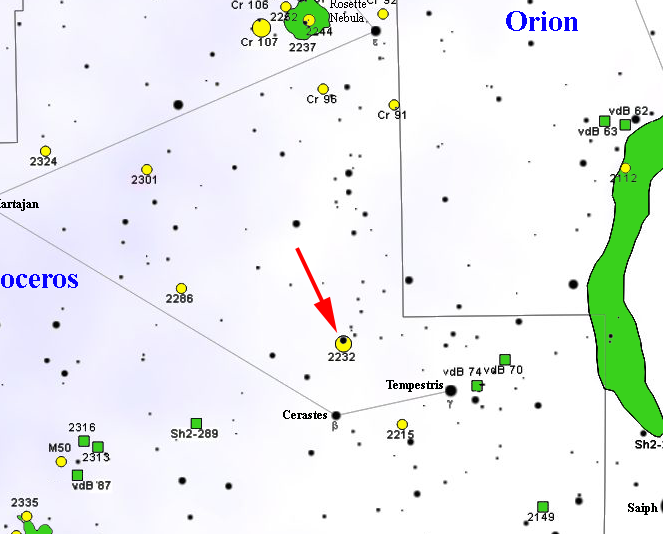
Poloha NGC 2232 v souhvězdí Jednorožce.

V okolí hvězdokupy se nenachází jasné hvězdy, ale přesto není její vyhledání příliš obtížné. Dá se vyhledat přibližně 13° východně od Mlhoviny v Orionu nebo asi 3,5° severovýchodně od hvězdy γ Jednorožce. Vypadá velmi rozptýleně, její hlavní hvězdy jsou roztroušeny na ploše o průměru půl stupně a jsou soustředěné do dvou skupinek, z nichž ta více na jihu je bohatší. Triedr 10×50 dokáže hvězdokupu zcela rozložit na jednotlivé hvězdy. Její nejjasnější hvězdou je 10 Monocerotis, která má hvězdnou velikost 5,05. Větší přístroje s delším ohniskem nedokážou kvůli přílišnému zvětšení zobrazit hvězdokupu vcelku.
Hvězdokupa leží velmi blízko nebeského rovníku a její poloha mírně zvýhodňuje pozorovatele z jižní polokoule, ale cirkumpolární je tam až ve velmi vysokých zeměpisných šířkách. Na severní polokouli je její pozorování ztíženo až v oblastech položených ve vysokých severních zeměpisných šířkách, takže je pozorovatelná ze všech obydlených oblastí na Zemi. Nejvhodnější období pro její pozorování na večerní obloze je od listopadu do dubna.

## Historie pozorování
William Herschel tuto hvězdokupu do svého katalogu zapsal 16. října 1784, ale pozoroval ji už 5. prosince 1779 ve svém raném období, kdy se soustředil na výzkum dvojhvězd.
Jeho syn John Herschel ji později také pozoroval a zapsal do svého katalogu General Catalogue of Nebulae and Clusters pod pořadovým číslem 1415.

## Vlastnosti
NGC 2232 je velmi mladá hvězdokupa, která obsahuje málo členů. Od Země je vzdálená 1 060 světelných let a v rameni Orionu leží blízko obrovského molekulárního mračna v Orionu. Je součástí Gouldova pásu. Nachází se sice úhlově blízko od mlhovinového komplexu R2 v Jednorožci, ale v prostoru je od něj dosti vzdálená a leží mnohem blíže k Zemi.
Stáří této hvězdokupy se odhaduje na asi 50 milionů let a její nejjasnější hvězdy patří do spektrální třídy B. Navíc obsahuje několik hvězd ve třídách A a F a nižších, z nichž mnohé vykazují přebytek infračerveného záření, protože kolem sebe mají hustý prachový protoplanetární disk. Kvůli tomu je hvězdokupa předmětem výzkumů, které hledají možné známky vzniku exoplanet, zvláště kolem hvězd spektrální třídy A, kolem kterých zdánlivě často vznikají plynní obři.
Výzkum z roku 2020 snížil její odhadované stáří na 25 milionů let. Navíc odhalil novou hvězdokupu LP 2439 a dva proudy hvězd, které vznikly zároveň s těmito hvězdokupami.